# 자이페르트 올공간
위상수학에서 자이페르트 올공간(영어: Seifert fiber space)은 "좋은" 원 올다발으로의 표현을 갖춘 3차원 다양체이다.

## 정의
{\displaystyle r\in \mathbb {Q} }가 유리수라고 하자. 그렇다면 원기둥 {\displaystyle B_{2}\times I=\{z\in \mathbb {C} \colon |z|\leq 1\}\times [0,1]}의 양끝을 다음과 같은 사상으로 이어붙일 수 있다.
{\displaystyle (z,0)\sim (\exp(2\pi ir)z,1)} ({\displaystyle z\leq 1})
이렇게 취한 몫공간은 3차원 원환체 {\displaystyle B_{2}\times S^{1}}와 위상동형이며, 이를 표준올 원환체(영어: standard fibered torus)라고 한다. 만약 {\displaystyle r\in \mathbb {Z} }라면 이를 일반적 표준올 원환체(영어: ordinary standard fibered torus)라고 하며, 아니라면 예외적 표준올 원환체(영어: exceptional standard fibered torus)라고 한다.
자이페르트 올공간은 다음과 같은 성질을 만족시키는 올다발 {\displaystyle \pi \colon M\twoheadrightarrow B}이다.
- {\displaystyle M}은 3차원 다양체이며, {\displaystyle B}는 2차원 오비폴드다. {\displaystyle \pi }의 올은 원 {\displaystyle S^{1}}이다.
- 모든 올 {\displaystyle \pi ^{-1}(b)} ({\displaystyle b\in B})은 표준올 원환체와 올다발로서 동형인 근방을 가진다.

이 경우, {\displaystyle B}의 오비폴드 특이점들은 예외적 올들에 대응하고, 나머지 점들은 일반적 올에 대응한다. 콤팩트 자이페르트 올공간은 유한 개의 예외적 올들을 가진다.
자이페르트 다양체(영어: Seifert manifold)는 올다발 구조를 잊은 자이페르트 올공간이다. 렌즈 공간과 같은 일부 다양체들은 서로 다른 여러 자이페르트 올구조를 가질 수 있다.

## 분류
콤팩트 자이페르트 올공간은 모두 분류되었고, 그 분류는 다음과 같다. 자이페르트 올공간은 다음과 같은 기호를 가진다.
{\displaystyle \{(\varepsilon ,g);r_{1},r_{2},\dots \}}
여기서
- {\displaystyle \varepsilon \in \{{\mathsf {o}}_{1},{\mathsf {o}}_{2},{\mathsf {n}}_{1},{\mathsf {n}}_{2},{\mathsf {n}}_{3},{\mathsf {n}}_{4}\}}은 다음과 같은 뜻을 가진다.

| 기호 | 다른 기호 | B      | M      | {\displaystyle \pi _{1}(B)}의 올들의 방향에 대한 작용 | B의 다양체 피복의 종수 |
| ---- | --------- | ------ | ------ | ----------------------------------------------------- | ---------------------- |
| o1   | Oo        | 가향   | 가향   |                                                       |                        |
| o2   | No        | 가향   | 비가향 |                                                       |                        |
| n1   | NnⅠ       | 비가향 | 비가향 | 모두 보존                                             |                        |
| n2   | On        | 비가향 | 가향   | 모두 역전                                             |                        |
| n3   | NnⅡ       | 비가향 | 비가향 | 정확히 하나의 생성원만이 보존                         | ≥2                     |
| n4   | NnⅢ       | 비가향 | 비가향 | 정확히 두 개의 생성원만이 보존                        | ≥3                     |

- {\displaystyle r_{i}\in \mathbb {Q} }는 {\displaystyle r_{i}}-표준올 원환체의 존재를 나타낸다.

자이페르트 올공간의 기호는 다음과 같이 바꾸어도 같은 자이페르트 올공간에 대응한다.
- 만약 {\displaystyle \sum _{i}n_{i}=0}이고 {\displaystyle n_{i}\in \mathbb {Z} }라면 모든 {\displaystyle r_{i}}에 대하여 {\displaystyle r_{i}\mapsto r_{i}+n_{i}}로 바꾸어도 상관없다.
- {\displaystyle r=0}인 올은 마음대로 추가하거나 생략할 수 있다.
- {\displaystyle M}이 비가향이라면, {\displaystyle r_{i}}의 부호는 상관없다.

## 역사
헤르베르트 자이페르트가 1933년 도입하였다. 자이페르트 다양체는 최초로 완전히 분류된 3차원 다양체였으며, 이후 3차원 다양체의 분류는 기하화 추측의 증명으로 완성되었다.

## 참고 문헌
1. ↑  Seifert, Herbert (1933). “Topologie dreidimensionalen gefaserter Räume”. 《Acta Mathematica》 (독일어) 60: 147-238. JFM 59.1241.02.

- Orlik, Peter (1972). 《Seifert manifolds》. Lecture notes in mathematics (영어) 291. Springer.
- Frank Raymond, Classification of the actions of the circle on 3-manifolds, Trans. Amer.Math. Soc 31, (1968) 51-87.
- William H. Jaco, Lectures on 3-manifold topology ISBN 0-8218-1693-4
- William H. Jaco, Peter B. Shalen Seifert Fibered Spaces in Three Manifolds: Memoirs Series No. 220 (Memoirs of the American Mathematical Society; v. 21, no. 220) ISBN 0-8218-2220-9
- Brin, Matthew G. (1993). “Seifert fibered spaces: notes for a course given in the spring of 1993” (영어). arXiv:0711.1346.
- Hempel, John (2004). 《3-manifolds》 (영어). American Mathematical Society. ISBN 0-8218-3695-1.
- Scott, G. Peter (1983). “The geometries of 3-manifolds” (PDF). 《Bulletin of the London Mathematical Society》 (영어) 15 (5): 401–487. doi:10.1112/blms/15.5.401. ISSN 0024-6093. Zbl 0561.57001.